# Tenu
Tenu – rzeka we Francji, przepływająca przez teren departamentu Loara Atlantycka, o długości 54 km. Stanowi dopływ rzeki Acheneau.